# 조 잭슨 (음악가)
조 잭슨(Joe Jackson, 1954년 8월 11일 ~ )은 잉글랜드의 음악가이다.